# Opisthoxia leucophis
Opisthoxia leucophis là một loài bướm đêm trong họ Geometridae.